# Бронька
Бро́нька (укр. Бронька) — село в Должанской сельской общине Хустского района Закарпатской области Украины.
Размещается на берегу р. Боржава в 28 км от Иршавы.
Население по переписи 2001 года составляло 1812 человека. Почтовый индекс — 90152. Телефонный код — 3144. Занимает площадь 9,570 км². Код КОАТУУ — 2121981601.

## История
Первое упоминание о селе относится к 1454 году. Но уже во второй половине XIII века здесь существовал феодальный замок. На берегу реки Броньки, вблизи села Сухая Иршавского района на высокой крутой горе когда-то стояла деревянная крепость. Имя строителя и время возведения замка — неизвестно.

## Достопримечательности
Бронецкий замок — наименее известный среди всех замков Закарпатья. Когда возник замок у с. Бронька, точных сведений, как и о возникновении других замков, нет. Найденные на территории замка древнеримскими монеты позволяют предположить, что это произошло во времена Дакии, в состав которой входило тогда и Закарпатье. Тогда здесь мог быть римский сторожевой пункт «Каструм». На арену истории Бронецкий замок выступает ещё в XIII веке. Вероятно, замок в своё время принадлежал Галицкой Руси, а затем был захвачен венгерскими королями. Первое упоминание о крепости относится к 1273 г. В грамоте венгерского короля Ласло ІV Куна сказано, что замок был отобран у врагов его отца Иштвана V. Последние письменные сведения, найденные до настоящего времени о Бронецком замке — упоминание в грамоте последнего из Арпадовичей — венгерского короля Андрея (Эндре) III.